# Еленовка (Молдова)
Еленовка (рум. Elenovca; Елена-Доамнэ, рум. Elena-Doamnă) — село в Дондюшанском районе Молдавии. Наряду с сёлами Тырново и Бричева входит в состав коммуны Тырново.

## География
Село расположено на высоте 148 метров над уровнем моря.

## Население
По данным переписи населения 2004 года, в селе Еленовка проживает 8 человек (5 мужчин, 3 женщины).
Этнический состав села:
| Национальность | Число жителей | Процентный состав |
| -------------- | ------------- | ----------------- |
| украинцы       | 4             | 50.0              |
| молдаване      | 3             | 37.5              |
| русские        | 1             | 12.5              |
| Всего          | 8             | 100%              |